# 褐帶鸚竺鯛
褐帶鸚竺鯛（学名：Ostorhinchus taeniophorus），又稱褐带天竺鲷，为輻鰭魚綱鈎頭魚目天竺鲷科鸚竺鯛屬的其中一種。

## 分布
本魚分布于印度太平洋區，包括南非、東非、紅海、留尼旺、馬達加斯加、模里西斯、塞席爾群島、葛摩、印度、馬爾地夫、聖誕島、可可群島、日本、台灣、印尼、菲律賓、澳洲、索羅門群島、關島、馬紹爾群島、東加、吉里巴斯、法屬波里尼西亞等。该物种的模式产地在马尔代夫。

## 深度
水深0至2公尺。

## 特徵
本魚體延長而側扁，眼大，口大略下位。魚體呈微白色，體側有5至6黑色縱紋。從頭部延伸至尾鰭，背鰭硬棘8枚；背鰭軟條9枚；臀鰭硬棘2枚；臀鰭軟條8枚，體長可達7.5公分。

## 生態
本魚棲息於外海岩礁區，白天躲藏於洞穴中，夜間出來覓食，屬肉食性。繁殖期時，雄魚具有口孵習性，卵約7日化成仔魚，由雄魚吐出，具短暫的仔魚飄浮期。

## 經濟利用
可做為觀賞魚。

## 扩展阅读
維基物種上的相關：褐带天竺鲷